# Jules Blanchard
Jules Blanchard (* 25. Mai 1832 in Puiseaux; † 2. Mai 1916 in Paris) war ein französischer Bildhauer.

## Leben
Er war der jüngste von drei Söhnen der Lebensmittelhändler Jean-Aimé und Marie Blanchard aus Puiseaux.
Der junge Jules Blanchard war Schüler des Instituts Lesesne in Puiseaux. Dort zeigte er seine Begabung fürs Zeichnen und Modellieren. Nach der Schule trat er als Lehrling in das Atelier Jouffroy in Paris ein. Bald schon gewann er in der Bildhauereikunst Urkunden und Medaillen.
Er heiratete am 29. April 1861 in Paris Marie Foyatier, die Tochter des Bildhauers Denis Foyatier, dessen berühmte Reitstatue von Jeanne d'Arc in Orléans steht. Das Ehepaar wohnte in Paris und bekam drei Töchter und einen Sohn, der aber im Alter von wenigen Monaten starb.
Bei ihren Aufenthalten in Puiseaux wohnte die Familie Blanchard im Haus seiner Großmutter, der Witwe Trotin. Dieses Haus steht heute noch in der rue Blanchard. Jules Blanchard liebte seinen Geburtsort sehr und pflegte seinen Weingarten, den er von seinen Eltern zusammen mit etwa 35 Hektar an Grundstücken geerbt hatte.
Jules Blanchard starb am 2. Mai 1916 in Paris und ruht auf dem Friedhof in Puiseaux.

## Auszeichnungen
- 1881: Ritter der Ehrenlegion

## Werke

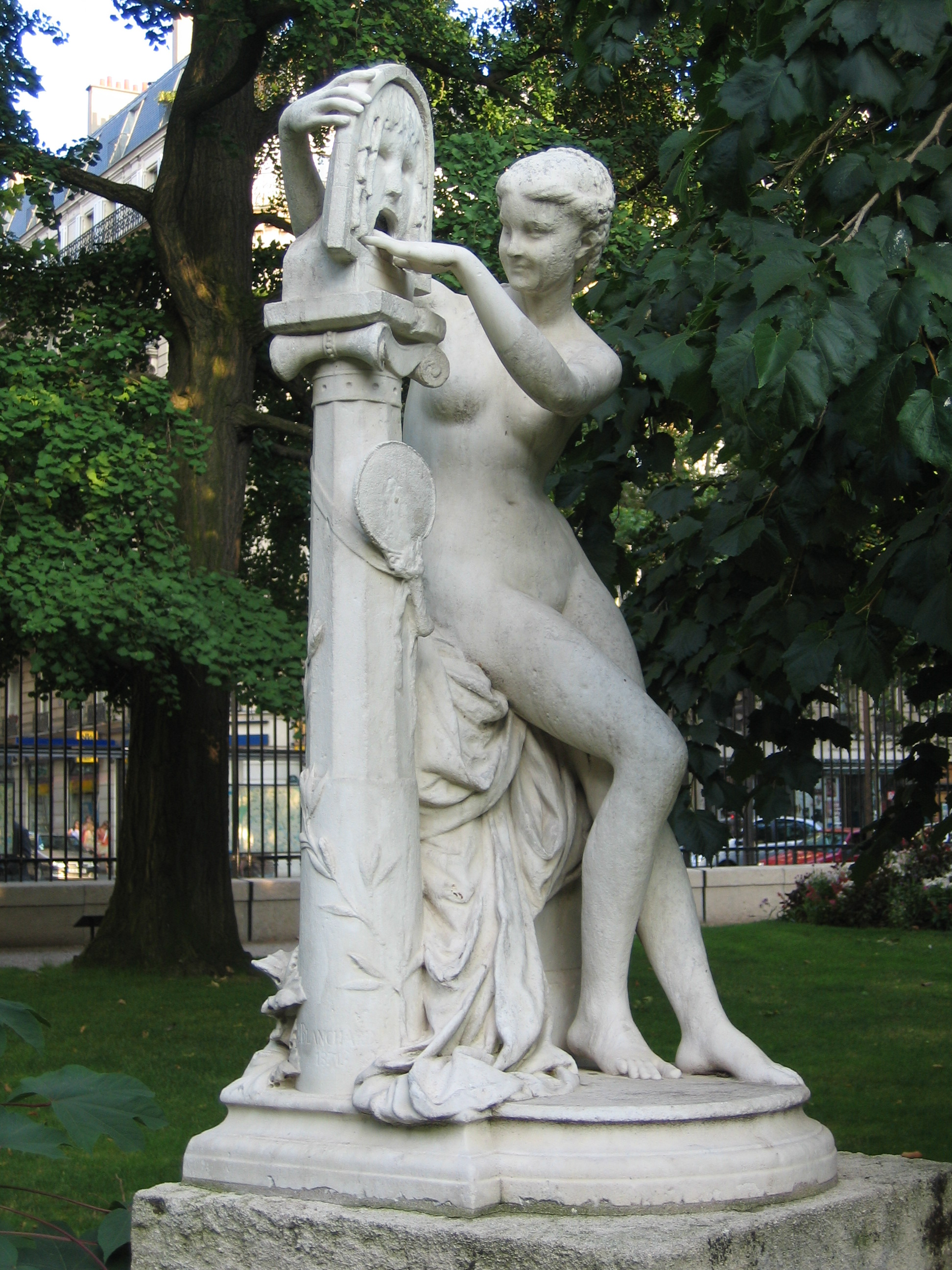
La bocca della verità

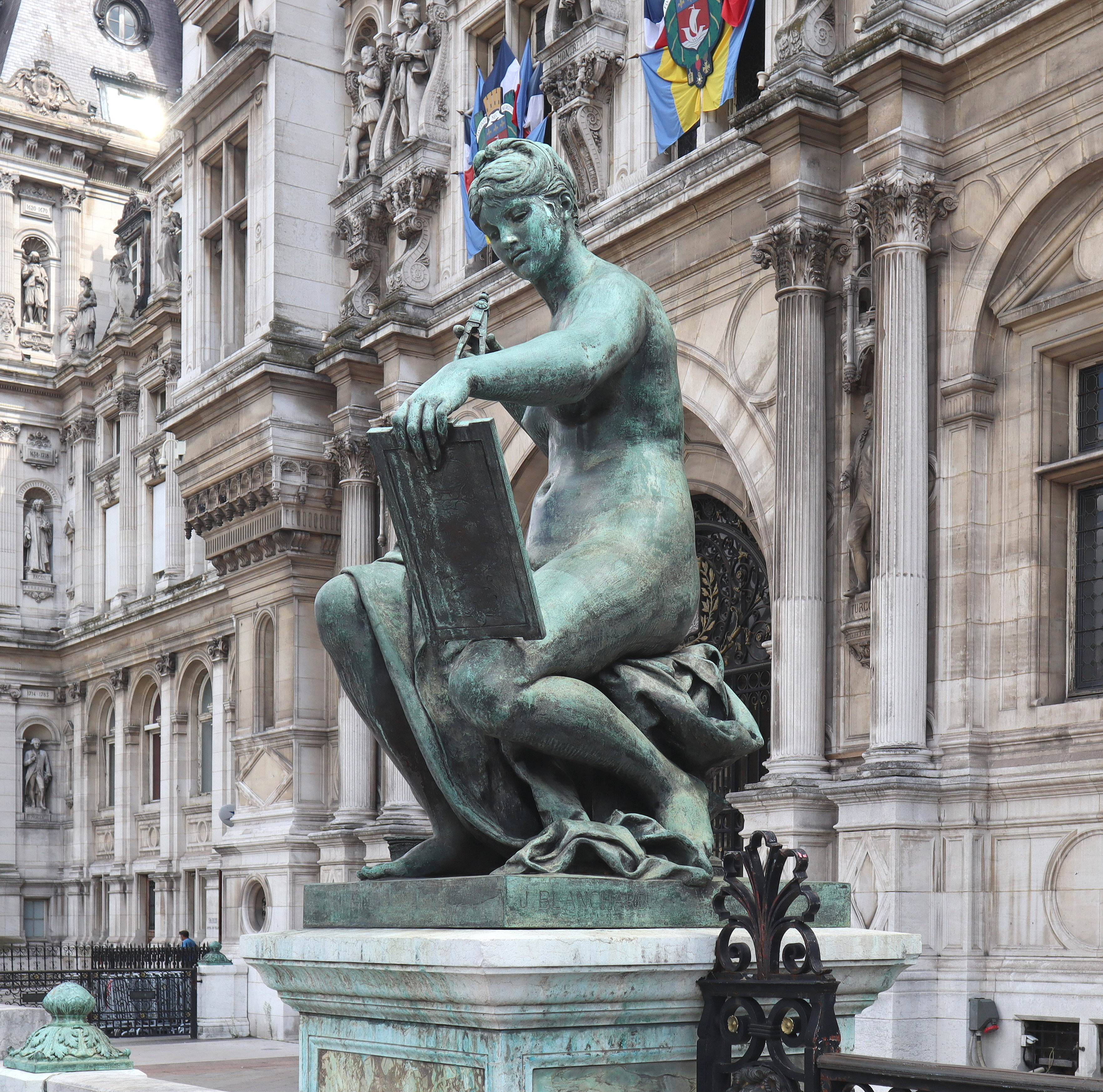
Die Wissenschaft

Jules Blanchard hinterließ zahlreiche Kunstwerke aus Stein oder aus Bronze. Sie basierten auf Gipsentwürfen, die er später nachbildete oder als Gießform benutzte. Er spezialisierte sich auf allegorische und mythologische Themen.

### In Puiseaux
- Das Medaillon von Devilliers, das den damaligen Bürgermeister von Puiseaux darstellt. Heute: Rathaus von Puiseaux.
- Die Auferstehung des Sohnes der Witwe von „Naim“. Es ist ein „Bas-Relief“ aus Marmor, das erste wichtige Werk des Bildhauers. Heute: Über dem Tor der Friedhofskapelle Puiseaux.
- Das Kreuzbild aus Gips. Heute: An den Händen beschädigt in der Kirche Notre-Dame, Puiseaux.
- Die Schlusssteine der Markthalle in Puiseaux aus Kalkstein. Sie stellen Waldgötter dar.
- Die Anbetung der 3 Könige, ein Bas-Relief aus Gips, Heute Kirche Notre-Dame, Puiseaux.
- Die Büste eines jungen Mädchens aus Terra cotta. Heute: Rathaus von Puiseaux.
- Die Hoffnung. Heute: Nische über dem Torgiebel des Friedhofs in Puiseaux.
- Die Republik. Heute: Rathaus von Puiseaux.
- Die Frau und die Sphynx. Heute: Nach Restaurierung durch die Kunstakademie in Tours wieder im Rathaus von Puiseaux.

### In Paris
- Die Wissenschaft, Bronze. Sie ist die größte Statue von Jules Blanchard. Heute : vor dem Pariser Rathaus.
- Die Karyatiden. Vier Statuen (das Drama, die Komödie, die Musik und der Tanz) Heute: Sitzungssaal im Rathaus, Paris.
- Die Literatur, eine Gruppe von zwei jungen Knaben. Heute: Dachluke des Rathauses in Paris.
- Der Boccador stellt den italienischen Architekten dar, der den Bau des alten Rathauses in Paris begann.
- La bocca della verità, erst aus Gips, später aus Marmor. Heute: Park des Luxemburg-Palastes, Paris.
- Andromedea. Ursprünglich gehörte diese 2,50 m hohe Statue dem Senat von Paris. Heute: Park des Luxemburg-Palastes, Paris.

### Andere Orte
Da Jules Blanchard sein Handwerk über 60 Jahre ausübte, hinterließ er zahlreiche weitere Werke. Einige kann man in Pithiviers, Angoulême, und Versailles bewundern.

### Verschollene Werke
- Der Brunnen von Soissons. Jules Blanchard schuf diese Skulpturengruppe für den imposanten Brunnen in Soissons, überragt von einer Undine. Das Monument wurde durch die deutsche Bombardierung im Ersten Weltkrieg völlig zerstört.
- Duhamel du Monceau. Zur Ehrung dieses großen Wissenschaftlers entschied sich die Gemeinde Pithiviers, seine Statue in der Stadt zu errichten. Jules Blanchard realisierte dieses Werk. Der Sockel wurde von dem Architekten Ratouin gebaut. Die Statue wurde 1893 eingeweiht. Im Zweiten Weltkrieg wurde sie abgeschraubt und zum Gießen nach Deutschland verfrachtet.

| Personendaten    | Personendaten           |
| ---------------- | ----------------------- |
| NAME             | Blanchard, Jules        |
| KURZBESCHREIBUNG | französischer Bildhauer |
| GEBURTSDATUM     | 25. Mai 1832            |
| GEBURTSORT       | Puiseaux                |
| STERBEDATUM      | 2. Mai 1916             |
| STERBEORT        | Paris                   |